# Acleris strigifera
Acleris strigifera (лат.) — вид бабочек из семейства листовёрток. Распространён на юге Приморского края и в Японии (Хоккайдо, Хонсю, Кюсю). Обитают в широколиственных лесах. Бабочек можно наблюдать в мае и повторно в сентябре. Размах крыльев 20—22 мм.